# Municipio de Roxand
El municipio de Roxand (en inglés: Roxand Township) es un municipio ubicado en el condado de Eaton en el estado estadounidense de Míchigan. En el año 2010 tenía una población de 1848 habitantes y una densidad poblacional de 19,56 personas por km².

## Geografía
El municipio de Roxand se encuentra ubicado en las coordenadas 42°43′42″N 84°54′5″O / 42.72833, -84.90139. Según la Oficina del Censo de los Estados Unidos, el municipio tiene una superficie total de 94.47 km², de la cual 94,34 km² corresponden a tierra firme y (0,14 %) 0,13 km² es agua.

## Demografía
Según el censo de 2010, había 1848 personas residiendo en el municipio de Roxand. La densidad de población era de 19,56 hab./km². De los 1848 habitantes, el municipio de Roxand estaba compuesto por el 97,84 % blancos, el 0,11 % eran afroamericanos, el 0,16 % eran amerindios, el 0,54 % eran de otras razas y el 1,35 % eran de una mezcla de razas. Del total de la población el 2,76 % eran hispanos o latinos de cualquier raza.